# Parafia Opieki Matki Bożej w Zdyni
Parafia Opieki Matki Bożej – parafia prawosławna w Zdyni, w dekanacie Gorlice diecezji przemysko-gorlickiej.
Na terenie parafii funkcjonują 2 cerkwie:
- cerkiew Opieki Matki Bożej w Zdyni – parafialna
- cerkiew św. Bazylego Wielkiego w Koniecznej – filialna

## Historia

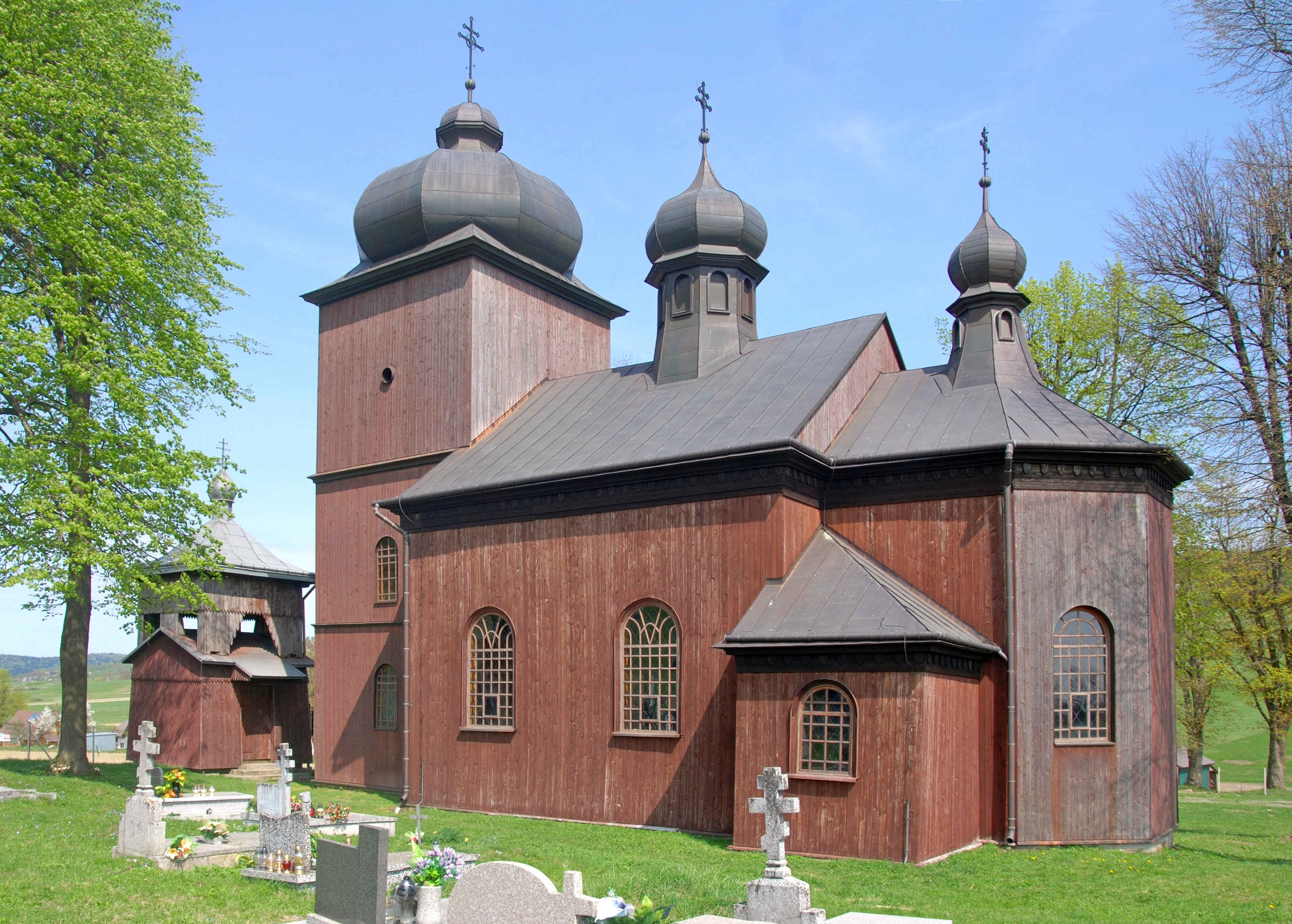
Cerkiew filialna św. Bazylego Wielkiego w Koniecznej

Cerkiew Opieki Matki Bożej została zbudowana przez grekokatolików w 1795 r. W 1934 r. parafia weszła w skład nowo utworzonej Apostolskiej Administracji Łemkowszczyzny w dekanacie gorlickim. W 1936 r. parafia miała 1061 wiernych. Po akcji „Wisła” przez pewien czas użytkowali ją rzymscy katolicy. W 1967 r. została erygowana parafia prawosławna. W 1969 r. w parafii było 430 wiernych (w tym: Zdynia – 145, Konieczna – 65, Gładyszów – 147, Regietów – 73).

## Zasięg terytorialny
Zdynia, Konieczna, Uście Gorlickie

## Proboszczowie
- 1967–1972 – ks. Jerzy Krysiak
- 1972–1983 – ks. Andrzej Jakimiuk
- 1995–1998 – ks. Roman Dubec
- 1998–2019 – ks. Arkadiusz Barańczuk
- od 2019 – ks. Jarosław Grycz